# Eurycnemus
Genre
Eurycnemus est un genre de diptères nématocères de la famille des Chironomidae et de la sous-famille des Orthocladiinae. 

## Espèces
- Eurycnemus amamiapiatus Sasa, 1991
- Eurycnemus crassipes (Meigen, 1813)
- Eurycnemus hidakacedea Sasa & Suzuki, 2000
- Eurycnemus nozakii Kobayashi, 1998
- Eurycnemus scitulus Coquillett, 1901, synonyme de Xylotopus par (Coquillett, 1901)